# مارتن سفينسون
مارتن سفينسون (بالدنماركية: Martin Svensson)‏ (8 أكتوبر 1989 بالدنمارك - ) هو لاعب كرة قدم دانمركي في مركز الوسط. شارك مع منتخب الدنمارك تحت 21 سنة لكرة القدم. أما مع النوادي، فقد لعب مع نادي راندرس ونادي سيلكيبورج ونادي فايله ونادي فيبورج.

## وصلات خارجية
- مارتن سفينسون على موقع قاعدة بيانات كرة القدم.إي يو (الإنجليزية)
- مارتن سفينسون على موقع Soccerway.com (الإنجليزية)